# Рижук Світлана Панасівна
Світлана Панасівна Рижук — українська телеведуча, журналіст та модель. Ведуча ранкової розважальної програми «Підйом» на каналі Новий канал.

Народилася 10 червня 1986 року у м. Луцьку Волинської області. Закінчила Львівський університет імені Івана Франка, факультет міжнародної журналістики.
Кар'єра 
Закінчила школу №26 з посиленим вивченням англійської мови, економіки та права. Брала участь в активному житті школи. Була міністром культури шкільного парламенту, «Міс школа 2001», займалася у вокальній студії і була небайдужою до всього, що відбувалося в шкільні роки.
Вже під час навчання влаштувалася на місцеве телебачення. У продакшн-студії пропрацювала три роки. Паралельно працювала менеджером в рекламній газеті «Твій вибір». Була членом молодіжної організації «Наша справа», яка організовувала освітні поїздки до Польщі.
Була ведучою різноманітних конкурсів та вечірок в Луцьку, Львові, Києві, Харкові та інших містах.
Займалася в двох модельних школах: дитячої студії Дмитра Малікова і в молодіжному клубі «Марини Занюк». Була переможницею міжнародного конкурсу краси «Switezianka 2002", що проходив у Луцьку.
Закінчила Львівський університет імені Івана Франка, факультет міжнародної журналістики. Захистила магістерську роботу на тему: «Імідж України на сторінках британської преси».
На Новому каналі працював у 2007-2013 роках. Програми: «Погода», «Тв-Таблоїд», «Підйом».
3 березня 2014 року разом з Єгором Калейніковим веде ранкову розважальну програму «Підйом».
27 червня 2014 року вийшов останній ефір Підйому з Єгором Калейніковим та Світланою Рижук.